# コルガス駅
コルガス駅（こるがすえき、簡体字中国語: 霍尔果斯站、繁体字中国語: 霍爾果斯站、カザフ語: Хоргос станциясы）は、中華人民共和国新疆ウイグル自治区イリ・カザフ自治州コルガス市に位置する中国鉄路総公司ウルムチ鉄路局が管轄する駅である。
精伊霍線の終点駅であり、2012年12月22日に貨物営業を、2013年12月24日に旅客営業を開始した。線路はカザフスタン国境まで伸びており、カザフスタン鉄道の路線（トルキスタン・シベリア鉄道のアルティンコリ支線）と接続している。

## 駅周辺
- 連霍高速道路
- 中国農業銀行イリ六十二兵団支行
- 中国郵政儲蓄銀行六十二団支行
- 六十二団人民医院
- 新華人寿保険六十二団支公司

## 歴史
- 2011年12月2日 - 精伊霍線がカザフスタン国鉄の路線と接続[3]。
- 2012年12月22日 - 開業（貨物輸送のみ）
- 2013年12月24日 - 旅客営業開始[4]。

## 所属路線
- 中国鉄路総公司
  - 精伊霍線
- カザフスタン鉄道
  - トルキスタン・シベリア鉄道（アルティンコリ支線）

## 隣の駅
中国鉄路総公司
精伊霍線
霍城駅 -コルガス駅
カザフスタン鉄道
トルキスタン・シベリア鉄道（アルティンコリ支線）
アルティンコリ駅 -コルガス駅